# Karlsplatz 10

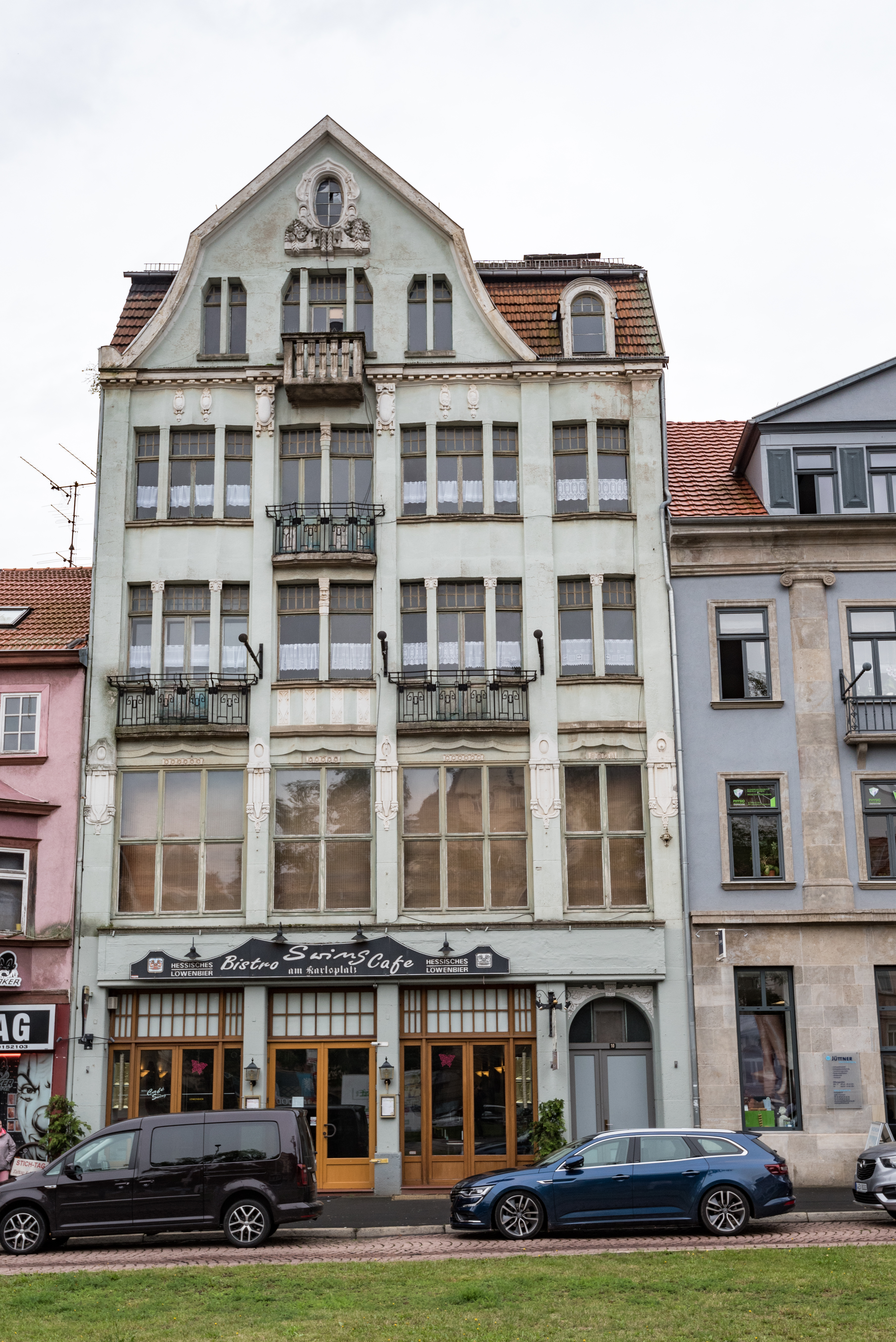
Karlsplatz 10 mit Cafè Swing (2019)

Karlsplatz 10 ist ein denkmalgeschütztes Wohn- und Geschäftshaus am Karlsplatz in Eisenach in Thüringen.

## Lage
Das Gebäude Karlsplatz 10 liegt im Stadtzentrum von Eisenach in unmittelbarer Nachbarschaft des Nikolaitores und des früheren Hotels Karthäuserhof an der Südseite des Karlsplatzes zwischen diesem und der Wartburgallee.

## Architektur und Geschichte

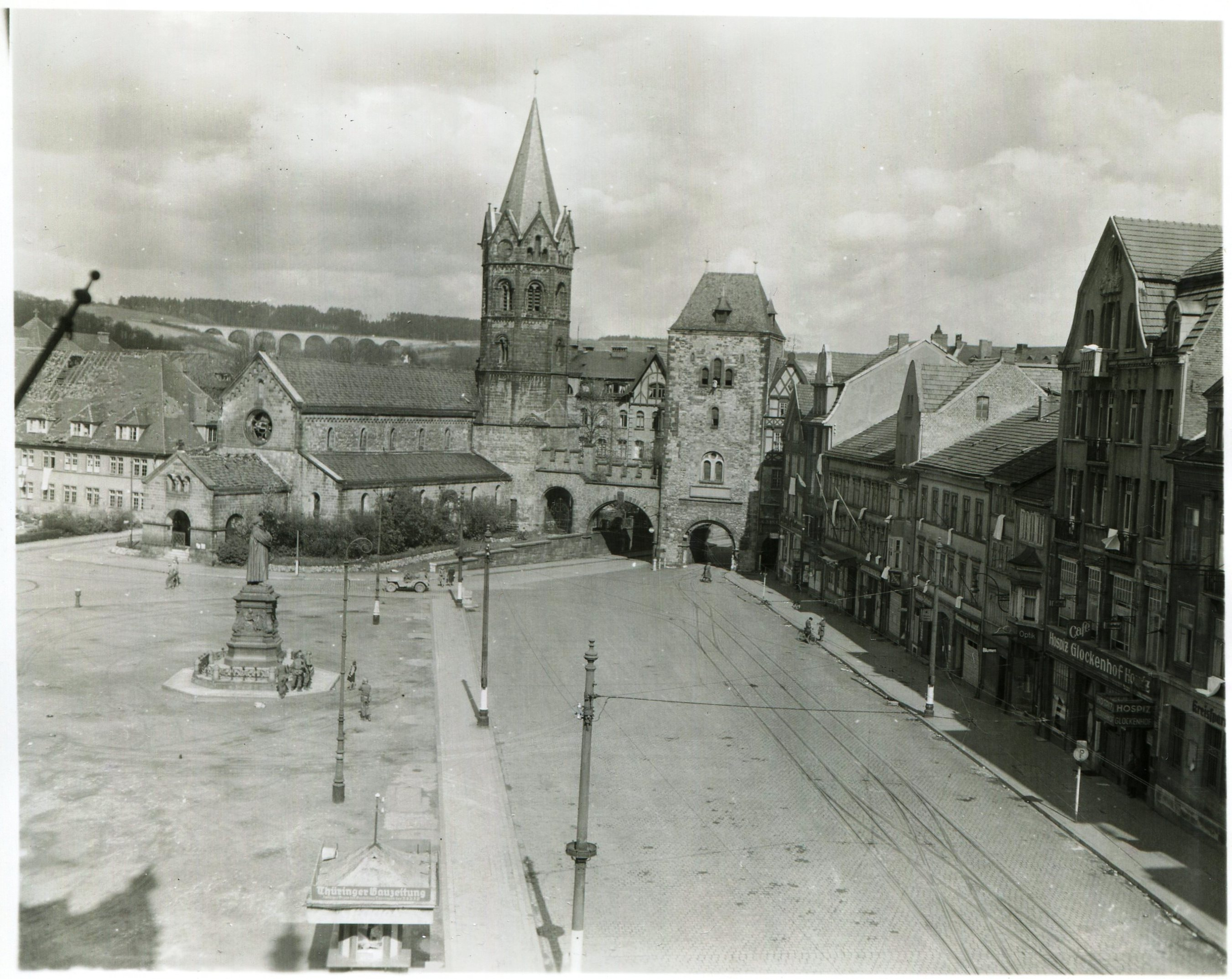
Der Karlsplatz im April 1945. Ganz rechts am Bildrand das Hotel Hospiz Glockenhof

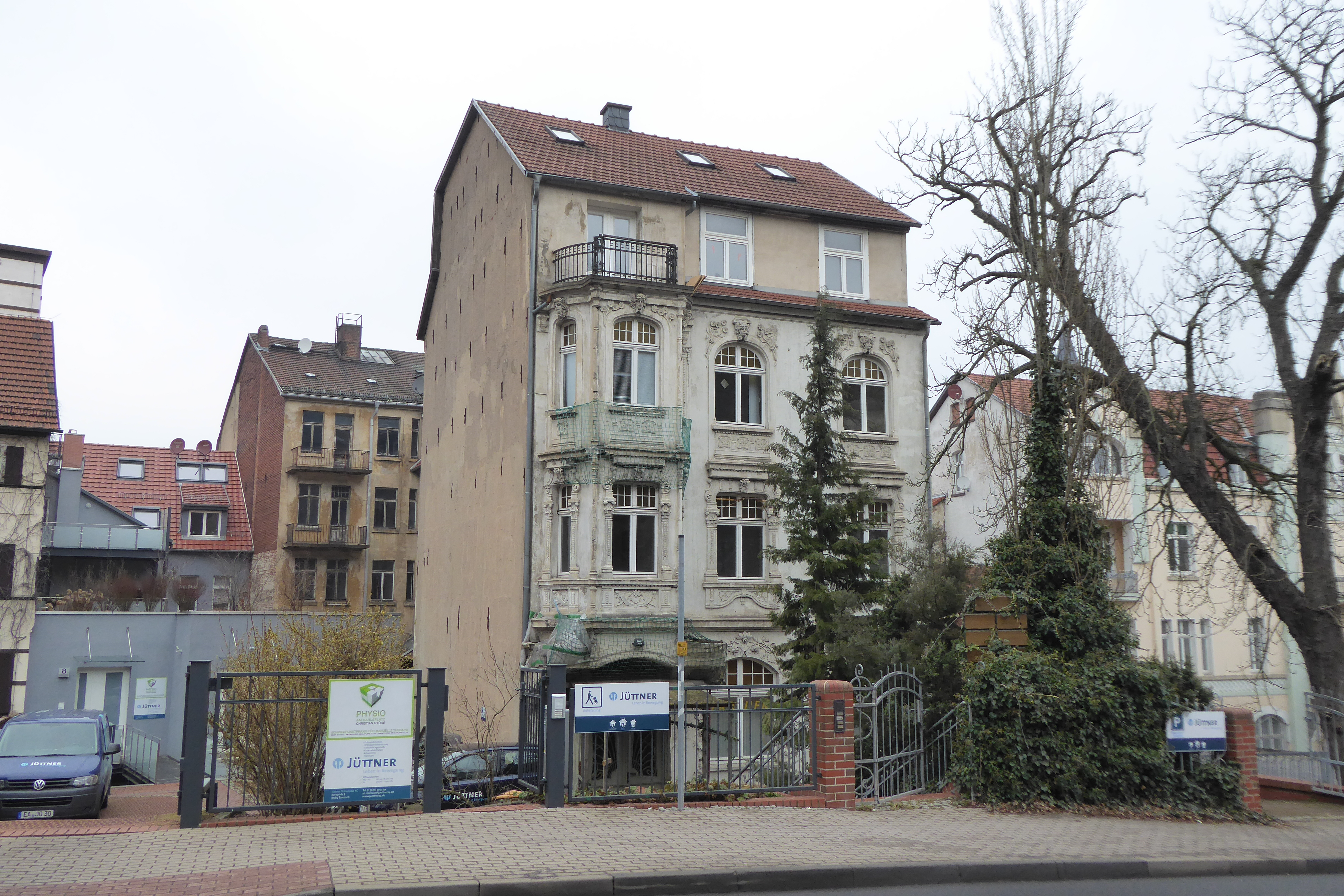
Das frühere Hinterhaus Wartburgallee 12, dahinter die unsanierte Rückseite des Hauses Karlsplatz 10 (2015)

Das Wohn- und Geschäftshaus Karlsplatz 10 wurde um 1902 von dem Eisenacher Maurermeister Wilhelm Creutzburg am früheren Standort des Möbelhauses Rothschild errichtet und verpachtet. Das Gebäude war über einen Durchgang mit dem südlich angrenzenden Gebäude Wartburgallee 12 verbunden, welches ursprünglich ein Nebengebäude des Karlsplatz 10 war. Das Erdgeschoss wurde als Residenzcafe von dem bekannten Gastronom und Hotelier Curt Elschner gekauft, der in der Stadt unter anderem das Hotel auf der Wartburg betrieb. 
1925 wechselte der Eigentümer von Gebäude und Cafè, in beiden Gebäuden wurde bis nach dem Zweiten Weltkrieg das Hotel Hospiz Glockenhof betrieben. In der Nachkriegszeit ging das Gebäude ins Eigentum der Stadt Eisenach über. 1952 wurde darin das Haus der Jugend unter Obhut der FDJ eröffnet, die hier den Jugendclub Arthur Becker und im Durchgang zum Hinterhaus auch ihre FDJ-Kreisleitung unterbrachte. Die Verbindung zum Gebäude Wartburgallee 12 wurde in dieser Zeit zugemauert.
In den 1980er Jahren befand sich im Mittelgeschoss die Diskothek ABC, im ehemaligen Residenzcafe im Erdgeschoss eine Milchbar der HO. In einem der Obergeschosse war ab 1962 ein Fotostudio eingemietet, später auch eine Musikschule. Erhaltungs- oder Sanierungsmaßnahmen am Gebäude wurden in den Jahren der DDR-Diktatur nicht vorgenommen. Anfang der 1990er Jahre bot die Stadt in dem Gebäude sozialpädagogische Projekte für Jugendliche an, bis das Haus aufgrund des baulichen Zustandes und brandschutzrechtlicher Bedenken (unter anderem fehlte ohne Verbindung zum Hinterhaus in der Wartburgallee ein zweiter Rettungsweg) baupolizeilich gesperrt wurde. Nur das Cafè im Erdgeschoss durfte weiter genutzt werden. Es wurde ab den 1990er Jahren bis Anfang der 2020er Jahre als Cafè Swing betrieben. 
Seit Schließung des Cafès steht das Gebäude leer. Ein Investor hat Kaufinteresse und die Absicht die Gebäude Karlsplatz 10 und Wartburgallee 12 wieder miteinander zu verbinden.

## Quelle
- Jensen Zlotowicz: Was wird aus einstiger Disco?, Thüringer Allgemeine/Eisenacher Allgemeine vom 8. Februar 2025